# Fumonisin
Fumonisin är en grupp av mykotoxiner från svampsläktet fusarium.
Mer specifikt kan det hänvisa till:
- Fumonisin B1
- Fumonisin B2
- Fumonisin B3
- Fumonisin B4